# Heian-kyō

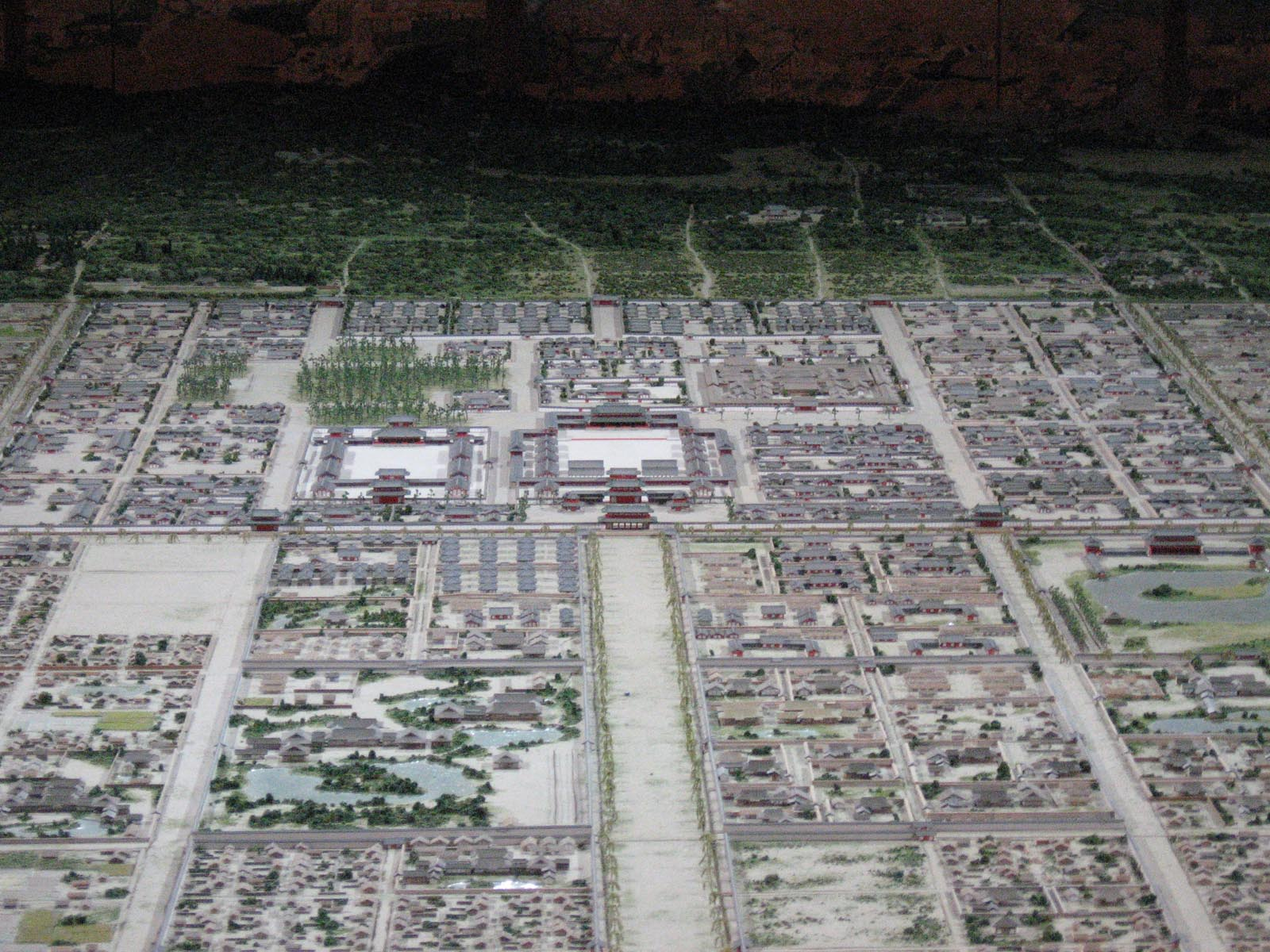
Heian-kyo

Heian-kyo (平安京, Heian-kyō?) va ser el nom original de l'actual ciutat de Kyoto, al Japó, i va ser des de l'any 794 fins al 1868 (amb una breu interrupció per uns mesos al 1180) la residència de l'emperador del Japó i la capital del país. La ciutat va reemplaçar Nagaoka-kyo, i va ser construïda per ordre imperial al 793, per ordre de l'emperador Kanmu i a mans de Fujiwara no Ogurimaru. La ciutat estaria sobre una vall i seria traçada amb la forma d'un tauler semblant al dels escacs, imitant la capital xinesa de la dinastia Tang, Chang'an. Incloïa una àrea rectangular d'aproximadament 4,5 km (d'est a oest) i de 5,2 km (de nord a sud), i excepcionalment només tenia els dos temples de la porta sud, el Sai-ji i el Tō-ji. El palau principal estaria en un rectangle intern a la part nord de la ciutat. La designació de la paraula Kyōto ('capital' o 'residència imperial') no era oficial en el moment de la seva inauguració, però el nom es va oficialitzar a finals del segle xi, desplaçant-ne el nom original.